# الحكومة الإماراتية (2021)
حكومة دولة الإمارات العربية المتحدة (2021) هي الحكومة الخامسة عشر في تاريخ دولة الإمارات منذ قيام الاتحاد عام 1971، والتاسعة التي شكلها الشيخ محمد بن راشد آل مكتوم بعد اعتماد الشيخ خليفة رئيس الدولة.

## الرؤية والأهداف
أعلن الشيخ محمد بن راشد آل مكتوم عن منهجية جديدة للعمل الحكومي الجديد وهي تسريع المنجزات، وتحديد الأولويات، مؤكداً أن الحكومة الجديدة ستركز على الأولويات التي اعتمدها رئيس الدولة ضمن مبادئ الخمسين.

## أعضاء مجلس الوزراء
- الشيخ محمد بن راشد آل مكتوم نائب رئيس الدولة، رئيس مجلس الوزراء حاكم دبي.[2][3]
- الشيخ منصور بن زايد آل نهيان نائب رئيس الدولة نائب رئيس مجلس الوزراء رئيس ديوان الرئاسة.
- الشيخ مكتوم بن محمد بن راشد آل مكتوم، نائب حاكم دبي، نائب رئيس مجلس الوزراء ووزير المالية.
- الشيخ سيف بن زايد آل نهيان نائب رئيس مجلس الوزراء ووزير الداخلية.
- الشيخ عبد الله بن زايد آل نهيان عضو مجلس الوزراء وزير الخارجية.
- الشيخ نهيان بن مبارك آل نهيان عضو مجلس الوزراء وزير التسامح والتعايش.

- محمد بن هادي الحسيني، وزير دولة للشؤون المالية.
- مريم بنت محمد سعيد حارب المهيري، وزيرة التغير المناخي والبيئة.
- عبدالرحمن بن عبد المنان العور، وزير الموارد البشرية والتوطين.
- عبدالله بن سلطان بن عواد النعيمي، وزير العدل.
- عبدالله بن مهير الكتبي، وزير شؤون المجلس الأعلى للاتحاد.
- حمد بن مبارك الشامسي، وزير دولة.

- محمد بن عبد الله القرقاوي عضو مجلس الوزراء وزير شؤون مجلس الوزراء
- عبد الرحمن بن محمد العويس عضو مجلس الوزراء وزير الصحة ووقاية المجتمع ووزير دولة لشؤون المجلس الوطني الاتحادي
- محمد بن هادي الحسيني عضو مجلس الوزراء وزير دولة للشؤون المالية
- ريم بنت إبراهيم الهاشمي عضو مجلس الوزراء وزيرة دولة لشؤون التعاون الدولي
- سهيل بن محمد المزروعي عضو مجلس الوزراء وزير الطاقة والبنية التحتية
- سلطان بن أحمد سلطان الجابر عضو مجلس الوزراء وزير الصناعة والتكنولوجيا المتقدمة
- أحمد بالهول الفلاسي عضو مجلس الوزراء وزير التربية والتعليم
- عبدالله بن طوق المري عضو مجلس الوزراء وزير الاقتصاد
- شما بنت سهيل المزروعي عضو مجلس الوزراء وزيرة تنمية المجتمع
- عبد الرحمن بن عبد المنان العور عضو مجلس الوزراء وزير الموارد البشرية والتوطين
- عبد الله بن سلطان بن عواد النعيمي عضو مجلس الوزراء وزير العدل
- سالم بن خالد القاسمي عضو مجلس الوزراء وزير الثقافة
- محمد بن حسن السويدي، عضو مجلس الوزراء وزير الاستثمار
- سارة بنت يوسف الأميري وزيرة دولة للتعليم العام والتكنولوجيا المتقدمة
- عبدالله بن مهير الكتبي وزير شؤون المجلس الأعلى للاتحاد
- الشيخ شخبوط بن نهيان آل نهيان وزير دولة.
- ميثاء بنت سالم الشامسي وزيرة دولة.
- ثاني بن أحمد الزيودي وزير دولة للتجارة الخارجية.
- عهود بنت خلفان الرومي وزيرة دولة للتطوير الحكومي والمستقبل.
- نورة الكعبي وزيرة دولة.
- عمر بن سلطان العلماء وزير دولة للذكاء الاصطناعي والاقتصاد الرقمي وتطبيقات العمل عن بعد.
- أحمد بن علي الصايغ وزير دولة.
- خليفة بن شاهين خليفة المرر وزير دولة.
- حمد بن مبارك الشامسي وزير دولة.
- سارة عوض عيسى مسلم وزيرة دولة للتعليم المبكر.
- مريم بنت أحمد الحمادي وزيرة دولة.
- جبر محمد غانم السويدي وزير دولة.

## التعديلات الوزارية
في 6 يناير 2024، أعلن الشيخ محمد بن راشد عن تعديل وزاري على الحكومة بتعيين كل من:
- مكتوم بن محمد بن راشد آل مكتوم نائبا لرئيس الوزراء للشؤون المالية والاقتصادية.
- محمد بن مبارك فاضل المزروعي وزير دولة لشؤون الدفاع.

- سلطان النيادي وزير دولة للشباب.
- مريم حارب المهيري رئيسة لمكتب الشؤون الدولية في ديوان الرئاسة.
- آمنة بنت عبد الله الضحاك الشامسي وزيرة للبيئة.